# Ana Endara
Ana Endara Mislov (Panamá, 1976) es una directora y guionista de cine especializada en documental. En su trabajo comparte diferentes perspectivas sobre la sociedad panameña y explora el sentido de pertenencia. Sus obras se han proyectado en festivales internacionales y han recibido numerosos premios, entre ellos el Grolsch Discovery Award del Festival Internacional de Cine de Toronto por el documental Reinas (2013), el premio a mejor Documental de Centroamérica en el Festival Ícaro y mención del jurado del Festival Internacional de Cine de Costa Rica, entre otros.

## Biografía
Se licenció en Ciencias Sociales en la Universidad Estatal de Florida y estudió Dirección cinematográfica en la Escuela Internacional de Cine y Televisión (EICTV) en Cuba. En 2001 recibió una beca en el Programa de Intercambio con la Academia de Artes y Medios en Colonia, Alemania.  Se ha desempeñado como profesional en agencias de publicidad y ha realizado documentales y proyectos audiovisuales para agencias de cooperación de forma independiente.
En 2012 fundó junto a Pilar Moreno, Mansa Productora.
En 2016 presentó “La felicidad del sonido”  un viaje sensorial, una reflexión sobre la naturaleza, la vida en comunidad, la soledad, el silencio y las esperanzas en la que personas de diferentes orígenes, edades y condición social expresan a través de reflexiones filosóficas y sentimientos propios, la felicidad que les produce el sonido. Endara propone acercarnos al “mapa sonoro imaginario” de Eduardo Irving, un bombero que nunca ha tenido que apagar el fuego; de Mir Rodríguez, radioperador en una embarcación de Greenpeace, y de Carmen Magdalena, una persona ciega de nacimiento.
En 2023 formó parte del jurado de la Competición Internacional del Festival de Cine por Mujeres de Madrid.

## Filmografía
- Curundú (2007). Largometraje documental que retrata la vida de un fotógrafo en un barrio marginal de la capital panameña.
- Reinas (2013). Documental que muestra las situaciones cotidianas, extremas y hasta bizarras detrás del fenómeno nacional de los reinados, una tradición profundamente arraigada del folclore panameño.[9]  Ganador del Grolsch Discovery Award del Festival de Cine de Toronto.[2]
- La Felicidad del Sonido (2016).
- Para su tranquilidad haga su propio museo  (Pilar Moreno, Ana Endara, Panamá, 71′, 2021)

## Premios y reconocimientos
La felicidad del sonido
- Seleccionada para la Competencia Oficial de Mediometrajes del Festival de Cine Documental de Ámsterdam (IDFA) 2016.[7]
- Premio para producción de la V edición de DocTV Latinoamérica. Estreno en la competencia de mediometrajes del IDFA.
- Mención del jurado en el Festival Internacional de Cine de Costa Rica (CRFIC 2016)
- Premio a Mejor Documental de Centroamérica en el Festival Icaro 2017.[10]